# 安全在庫
安全在庫（英:Safety stock）とは、ロジスティクスにおいて使用される専門用語で、欠品を防ぐために設定する在庫のことを指す。当期生産期間後の在庫と、次期生産期間における予測必要個数に、余力在庫をもたせる。

## 概要
安全在庫は、需要、供給、製造歩留まりに不確実性が存在する場合に準備され、在庫切れに対する保険の役割を果たす。在庫切れのリスクを軽減するために在庫として保有する追加的な数量のことである。売上が計画を上回ったり、サプライヤーが予定通りの時期に追加分を納入できなかったりした場合に備えて、バッファ在庫として機能する。
新製品の場合、安全在庫は、特に資材所要量計画（MRP）ワークシートと併用する場合、最初の数年後にその予測の正確さを判断できるようになるまで、戦略的ツールとして使用することができる。予測の精度が低ければ低いほど、一定のサービスレベルを確保するために、より多くの安全在庫が必要となる。MRPワークシートを使えば、企業は安全在庫に頼ることなく、予測された販売需要を満たすためにどれだけの量を生産しなければならないかを判断することができる。しかし、一般的な戦略としては、製品需要が予測しやすくなった時点で、在庫コストを低く抑えるために安全在庫のレベルを下げようとすることである。これは、財務的余裕の少ない企業や、生産プロセス全体の無駄を省くことを目的としたリーン生産方式に取り組む企業にとっては、非常に重要なことである。
組織が保有する安全在庫の量は、そのビジネスに劇的な影響を与える可能性がある。安全在庫が多すぎると、在庫の保有コストが高くなる。さらに、あまりに長期間保管された製品は、倉庫保管の過程で腐敗・期限切れ・不具合となる可能性がある。安全在庫が少なすぎると、売上が減少し、その結果、顧客の離反率が高くなる可能性がある。そのため、安全在庫が多すぎる場合と少なすぎる場合の適切なバランスを見つけることが重要である。

## 計算式
毎週決められた曜日に部品の発注をし、安全在庫を比率ではなく個数で設定する場合、安全在庫量は以下の数式となる。
当週の在庫量＋発注量－翌週の総所要量＝安全在庫量

## 在庫方針
安全在庫の規模・レベルは、採用する在庫方針に依存する。在庫ノードは、補充リードタイムに合わせて注文に応じるサプライヤーから供給される。定期的な在庫方針では、在庫レベルは定期的にチェックされ（月に一度など）、次の注文時期までに予想される需要を満たすためにその時点で発注される。この場合、安全在庫はこの期間の需要と供給の変動リスクと補充リードタイムを考慮して計算される。在庫方針が自動発注などの継続的在庫方針（定期発注量方針または定期発注時期方針など）の場合、在庫レベルは継続的にモニタリングされ、時間の自由度をもって発注される。この場合、安全在庫は補充リードタイムのみのリスクを考慮して計算される。正しく適用されれば、継続的在庫方針は、リーンプロセスとより効率的な全体的な事業管理に合わせて、より高いサービスレベルを確保しながら、より小さな安全在庫につなげることができる。しかし、自動発注などの継続的在庫政策を運用することは様々な困難が伴うため、従来の計画プロセスやツールを使用している組織のほとんどは、定期的な在庫方針を選択している。

## 参考資料
1. ↑  安全在庫とは？